# Sigismund von Rosen

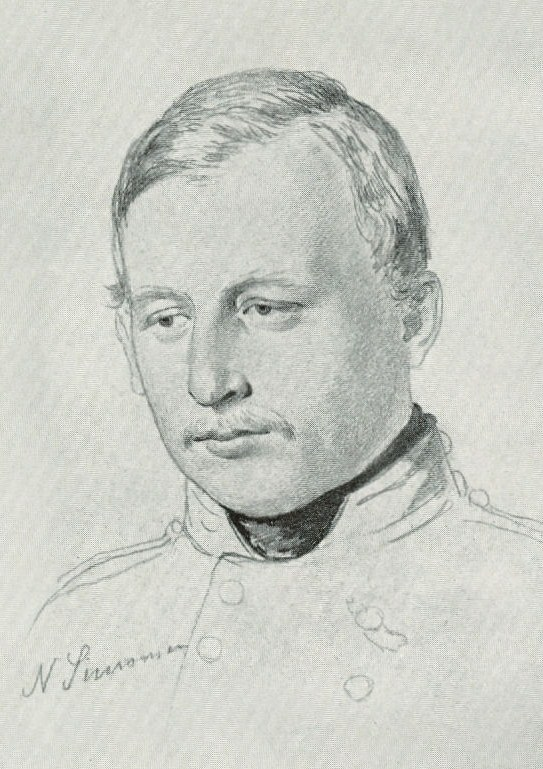
Sigismund von Rosen als Premierleutnant
(Zeichnung: Niels Simonsen, 1849)

Sigismund Ludwig Carl von Rosen (* 23. Februar 1827 in Segeberg, Holstein; † 18. April 1864 in Düppel, Schleswig) war königlich dänischer Stabsoffizier beim Armeeoberkommando.

## Leben
Er entstammte der 1622 erstmals in Stralsund erwähnten Beamten- und Offiziersfamilie Rose und war der dritte Sohn des königlich dänischen Amtmannes und Kammerherrn Wilhelm von Rosen (1788–1853) und der Sophie Decker (1799–1868). Seine beiden älteren Brüder waren der königlich dänische Oberpräsident und Kammerherr Carl von Rosen (1819–1891) sowie der königlich preußische Regierungspräsident Alfred von Rosen (1825–1912).
Er begann seine Militärlaufbahn 1844 als Kadett (1844) zum 1. Jägerkorps, wo er bald zum Sekondeleutnant befördert wurde. 1846 war er an der königlichen Militärhochschule und nahm 1848 mit seinem Jägerkorps am Schleswig-Holsteinischen Krieg teil. Im Jahr 1849 wurde Rosen als Premierleutnant zum Adjutanten beim Artilleriekommando ernannt. Da er sich mehrfach als entschlossener Offizier ausgezeichnet hatte, kam er erneut an die Militärhochschule und wurde 1853 Anwärter für den Generalstab.
Im selben Jahr heiratete Rosen am 7. Juli 1853 in Kopenhagen Franziska Viborg (* 20. August 1835 in Kopenhagen; † 10. Februar 1912 in Færgegaarden, Lolland), der Tochter des Generalkriegskommissars und Etatrats Niels Viborg, Departement-Chef im dänischen Marineministerium, und der Hansigne Henriette Fogh. Das Ehepaar hatte zwei Töchter und einen Sohn.
Im Jahr 1855 wurde er zum Kapitän 2. Klasse im Generalstab befördert und 1857 als Kapitän 1. Klasse zum Stabschef des 3. Generalkommandos versetzt. Im Jahr 1863 wurde er Stabsoffizier als Sous-Chef beim Armeeoberkommando. In dieser Funktion nahm er am 5. Februar 1864 bei dem Kriegsrat im Prinzenpalais teil und befürwortete den Rückzug vom Danewerk. Im März 1864 zum Major befördert. Nur einen Monat später fiel er als 37-Jähriger im Deutsch-Dänischen Krieg in der Schlacht an den Düppeler Schanzen.
Die Porträtzeichnung vom dänischen Maler Niels Simonsen (1807–1885) aus dem Jahr 1849, die Rosen als jungen Premierleutnant zeigt, befindet sich heute im Frederiksborg Museum.